# Delureni (okręg Bistrița-Năsăud)
Delureni – wieś w Rumunii, w okręgu Bistrița-Năsăud, w gminie Urmeniș. W 2011 roku liczyła 207 mieszkańców.